# Conservatoire de musique de Tianjin
Le conservatoire de musique de Tianjin (chinois simplifié : 天津音乐学院 ; pinyin : Tiānjīn yīnyuè xuéyuàn est une école de musique créée le 4 octobre 1958 et située dans la municipalité de Tianjin, en Chine.

## Personnalité notables liés à l'université
- Jie Ma (en) (马捷, Mǎ Jié), 1978-), joueur de pipa ;
- Shi Guangnan (chinois : 施光南 ; pinyin : shī guāngnán, 1940-1990), compositeur ;
- Zhang Die (chinois : 张蝶 ; pinyin : zhāngdié), chanteuse de variété et joueuse de pipa.